# Salmon
Salmon je protokol pro výměnu zpráv skrze HTTP navržený tak, že umožňuje decentralizované komentáře a oznámení k článkům z newsfeed jako jsou příspěvky na blogu. Umožňuje vznik jednoho společného diskusního vlákna, pro zprávu z původního zdroje a jakéhokoli agregátoru, který zprávy odebírá. Tedy, pokud se článek objevil na 3 stránkách A (zdroj), B a C (agregátory), tak uživatelé na všech 3 stránkách mohou číst a přispívat do jediného diskusního vlákna bez ohledu na to, z jaké stránky se dívají.

## Příklad
Zdroj poskytuje koncový bod protokolu Salmon - URL v metadatech RSS odběru. Agregující stránka si zaznamená tento koncový bod.
```
<link
 
rel=
"salmon"
 
href=
"http://example.org/salmon-endpoint"
/>

```

Pokud uživatel agregátoru napíše komentář, agregátor vytvoří komentář v původním zdroji.
```
<?xml version='1.0' encoding='UTF-8'?>

<entry
 
xmlns=
'http://www.w3.org/2005/Atom'
>

  
<id>
tag:example.com,2009:cmt-0.44775718
</id>

  
<author><name>
test@example.com
</name><uri>
bob@example.com
</uri></author>

  
<thr:in-reply-to
 
xmlns:thr=
'http://purl.org/syndication/thread/1.0'

    
ref=
'tag:blogger.com,1999:blog-893591374313312737.post-3861663258538857954'
>

    
tag:blogger.com,1999:blog-893591374313312737.post-3861663258538857954

  
</thr:in-reply-to>

  
<content>
Salmon
 
swim
 
upstream!
</content>

  
<title>
Salmon
 
swim
 
upstream!
</title>

  
<updated>
2009-12-18T20:04:03Z
</updated>

</entry>

```

Komentář bude kódován pomocí Base64, digitálně podepsán, a odeslán pomocí POST na koncový bod původního zdroje.
```
POST
 
/salmon-endpoint
 
HTTP
/
1.1

Host
:
 
example.org

Content-Type
:
 
application/atom+xml

<?xml version='1.0' encoding='UTF-8'?>

<me:env
 
xmlns:me=
"http://salmon-protocol.org/ns/magic-env"
>

    
<me:data
 
type=
'application/atom+xml'
>

    
PD94bWwgdmVyc2lvbj0nMS4wJyBlbmNvZGluZz0nVVRGLTgnPz4NCjxlbnRyeSB4bWxucz0naHR0

    
cDovL3d3dy53My5vcmcvMjAwNS9BdG9tJz4NCiAgPGlkPnRhZzpleGFtcGxlLmNvbSwyMDA5OmNt

    
dC0wLjQ0Nzc1NzE4PC9pZD4NCiAgPGF1dGhvcj48bmFtZT50ZXN0QGV4YW1wbGUuY29tPC9uYW1l

    
Pjx1cmk+Ym9iQGV4YW1wbGUuY29tPC91cmk+PC9hdXRob3I+DQogIDx0aHI6aW4tcmVwbHktdG8g

    
eG1sbnM6dGhyPSdodHRwOi8vcHVybC5vcmcvc3luZGljYXRpb24vdGhyZWFkLzEuMCcNCiAgICBy

    
ZWY9J3RhZzpibG9nZ2VyLmNvbSwxOTk5OmJsb2ctODkzNTkxMzc0MzEzMzEyNzM3LnBvc3QtMzg2

    
MTY2MzI1ODUzODg1Nzk1NCc+DQogICAgdGFnOmJsb2dnZXIuY29tLDE5OTk6YmxvZy04OTM1OTEz

    
NzQzMTMzMTI3MzcucG9zdC0zODYxNjYzMjU4NTM4ODU3OTU0DQogIDwvdGhyOmluLXJlcGx5LXRv

    
Pg0KICA8Y29udGVudD5TYWxtb24gc3dpbSB1cHN0cmVhbSE8L2NvbnRlbnQ+DQogIDx0aXRsZT5T

    
YWxtb24gc3dpbSB1cHN0cmVhbSE8L3RpdGxlPg0KICA8dXBkYXRlZD4yMDA5LTEyLTE4VDIwOjA0

    
OjAzWjwvdXBkYXRlZD4NCjwvZW50cnk+

    
</me:data>

    
<me:encoding>
base64url
</me:encoding>

    
<me:alg>
RSA-SHA256
</me:alg>

    
<me:sig>

    
EvGSD2vi8qYcveHnb-rrlok07qnCXjn8YSeCDDXlbhILSabgvNsPpbe76up8w63i2f

    
WHvLKJzeGLKfyHg8ZomQ

    
</me:sig>

</me:env>

```

Komentář je poté zveřejněn původním zdrojem, takže odběratelé mohou aktualizovat stav konverzace. Protokol je zabezpečen tak, že každý agregátor a odběratel je jednoznačně identifikován, takže zdroj může použít filtry nebo ban na nepřátelské servery nebo uživatele dle svého uvážení.

## Použití
Distribuované sociální sítě jako GNU social a Diaspora používají Salmon tak, jak je definováno ve specifikaci OStatus ke koordinaci diskuse mezi uživateli na různých serverech. Člen jednoho serveru může publikovat příspěvek, který je šířen ostatním uživatelům v síti pomocí protokolu Salmon, kteří na příspěvek mohou obdobným způsobem reagovat.